# Jean Bruce Scott
Jean Bruce Scott (* 25. Februar 1956 in Monterey, Kalifornien) ist eine US-amerikanische Schauspielerin. In Deutschland ist sie vor allem für ihre Rollen der Caitlin O’Shannessy in der Fernsehserie Airwolf und Maggie Poole in der Fernsehserie Magnum bekannt.

## Ausbildung
Nach dem Besuch der La Quinta Highschool von 1970 bis 1974 besuchte Scott von 1975 bis 1979 die California State University in Fullerton.  In den späten 1980ern besuchte Scott die University of California, Los Angeles. 1992 absolvierte sie die California State University, Northridge.

## Filmografie
- 1980–2012: Zeit der Sehnsucht (Days of our Lives, Fernsehserie, 326 Folgen)
- 1982–1988: Magnum (Magnum, p.i., Fernsehserie, 10 Folgen)
- 1983: Knight Rider (Fernsehserie, eine Folge)
- 1983: Wishman (Fernsehfilm)
- 1983–1984: Chefarzt Dr. Westphall (St. Elsewhere, Fernsehserie, acht Folgen)
- 1984–1986: Airwolf (Fernsehserie, 44 Folgen)
- 1985: Kids Don’t Tell (Fernsehfilm)
- 1985: Peyton Place: The Next Generation (Fernsehfilm)
- 1986: Newhart (Fernsehserie, zwei Folgen)
- 1987–1988: Matlock (Fernsehserie, zwei Folgen)
- 1989: MacGyver (Fernsehserie, eine Folge)
- 1989: Hardball (Fernsehserie, eine Folge)
- 1990: Jake und McCabe – Durch dick und dünn (Jake and the Fatman, Fernsehserie, eine Folge)
- 1999: Beverly Hills, 90210 (Fernsehserie, eine Folge)
- 2000–2003: Port Charles (Fernsehserie)